# 乃亜
乃亜（のあ、1984年1月12日 - ）は、日本のAV女優。新日本プロジェクト所属。

## 略歴
2004年、鳥越 乃亜（とりごえ のあ）としてAVデビュー。同年7月、乃亜に改名してソフト・オン・デマンド専属女優になった。専属を離れてからは、痴女ものを中心に活躍している。現在はAV女優活動しながらもゲームマニアとしてブログを開設している。
2008年4月に『乃亜初監督作品 主演紅音ほたる』でレアル・ワークスよりAV監督デビュー。
なお、現在のプロフィールでは生年月日は1984年1月12日生まれとなっているが、以前の「鳥越乃亜」時代のプロフィールでは1980年1月12日生まれとなっていた。

### 人物
これといったトレーニングはしていないらしいが、腹筋が割れるなど筋肉質でスレンダーな体型を維持したモデル風の女優である。
出演作品中（拘束椅子美脚トランス）で「あなたはSかMか？」との問いに対し、「サービスのS、満足のM」と直接の言及を避けているが、「本当は荒々しく責められるほうが好きなんですけど、（作品が売れるため）痴女の仕事しか回ってこないんです。それが残念ですね」という意味のことを関係者には漏らしているようであるが、最近は痴女ものにしか出演をしない意向を示しているとされる。そのため男性に対し非常に高圧的なふるまいを見せる演技をすることがほとんどだが、デビュー当初は数は少ないが痴女役ではないノーマルのドキュメンタリー作品にも出演しており、それらの作品中では痴女役とは違い、かなり照れながら男優と絡む姿やあっさりとした自慰行為を見せることもあった。 
人柄について友人である紅音ほたるからは「普段からドS」と言われているが、イベントやインタビューに応じる際は、痴女を演じる作品中の高圧的な態度とは違い気さくに温厚に応じることが多い。インタビュー等の質問には「わざと毎回違う回答をする」らしく、いたずらが好きらしい。範田紗々のブログにはバレンタインのチョコレートを排泄物の形にするなどして楽しんでいた。
AV女優同士、ゲーム関係者との交際関係が広いようで、上記の紅音ほたるや他に峰なゆからとは仲が良い。紅音とは共演が非常に多く初監督作品も紅音を主演に据え、ゲーム関係では2010年東京ゲームショーにゲストとして出演されたほどである。紅音の引退イベントにも参加しスピーチを述べている。また、2007年3月20日の峰なゆからのイベントにはわざわざ変装をして参加をしている（周囲の人間にはバレバレだったらしい）。 
また、晶エリーや泉まりんとも仲がよく、完全に名前を伏せてイベントに参加する等、ファンが追いかけられない行動をとることもある。
また、絶頂倶楽部というAV女優のみ参加が許されるサークルではチーママを務め（ママは一ノ瀬カレン。その他に天衣みつや大塚ひな、立花里子、峰なゆから多くのAV女優が参加している）、幹事役の一人として女優同士の交流を促進している。
ゲーマーであることを自他ともに認めており、自身のブログでは多くのゲームのレビューがマニアックかつ知的な文章でつづられている。
2010年1月にはゲームソフトの発売イベントに出演する等、ゲーム関係の仕事にも積極的に取り組んでいる。
2010年11月20日に行われた『ヲ乙女ナイト(おとめないと)！〜ヲタクで可憐なヲ乙女アイドル大集会!!』では、「ごきげんよう、現役AV女優の乃亜です」と自己紹介している（本人曰く「言わないと引退したと思われるんで」）。
2012年に行われたAV30の「AV女優人気投票」では、84位にランクインした。

## 作品

### アダルトビデオ（撮りおろし作品）
鳥越乃亜名義
- 脚の綺麗なお姉さん（2004年5月1日、ワンズファクトリー）
- Slim Beauty 鳥越のあ（2004年5月15日、オーロラプロジェクト）
- ワーキングガール 3（2004年5月20日、イマージュ）オムニバス作品
- COVER GIRL 2（2004年6月20日、イマージュ）
- THE FUCK FUCK FUCK 10連発!!疾風怒涛の3時間!!（2004年5月21日、クリスタル映像）オムニバス作品
- お尻と性器〔美脚OL編〕（2004年6月1日、ワンズファクトリー）
- 女金融取立て屋!涙のレズ返済3（2004年6月4日、ディープス）
- 眼鏡の女4（2004年7月23日、アロマ企画）オムニバス作品
- ナイスボディお姉さん4時間SPECIAL6（2004年7月30日、クリスタル映像）オムニバス作品
- お姉さんに優しい丁寧語でオモチャにされたい2（2004年8月27日、アロマ企画）
- 鳥越乃亜 完全版（2004年9月1日、ワンズファクトリー）

乃亜名義
2004年
- 欲望のSlender Doll［前編］（7月22日、SODクリエイト）
- 欲望のSlender Doll［後編］（8月19日、SODクリエイト）
- My 美脚ガール〜乃亜をまるごと召し上がれ!〜（9月23日、SODクリエイト）
- 淫らに誘う女〜NO.1美脚痴女“乃亜”の誘惑（10月21日、SODクリエイト）
- 新・童貞狩り【第5章】（11月18日、SODクリエイト）
- 「超」ヤリまくり!イキまくり!潮吹きまくり!24時間!!（12月16日、SODクリエイト）

2005年
- 完全陵辱!II〜欲情の乃亜（1月20日、SODクリエイト）
- 美脚美女達の接吻とSEX（2月15日、MOODYZ）
- イカせ続けると女はどーなるのか？6（3月1日、ワンズファクトリー）
- デジタルモザイク Vol.67（3月15日、MOODYZ）
- 女優拘束マニア（4月1日、ワンズファクトリー）
- 雌女anthology #017（4月5日、アウダースジャパン）
- 性癖、痴女（4月15日、MOODYZ）
- KUKI DEBUT COLLECTION 1（4月29日、KUKI）オムニバス作品
- ゴスロリ（5月1日、ワンズファクトリー）
- Yシャツっ娘（5月1日、ワンズファクトリー）
- 美BODY〜エロテロリスト〜（5月6日、GLAY'z）
- 逆ハーレム（5月13日、MOODYZ）
- FACE[フェイス] 83（5月20日、アウダースジャパン）
- 裏FACE 催眠[赤]11（5月20日、アウダースジャパン）
- 制服トランス3（6月1日、ワンズファクトリー）
- 痴女中毒（6月4日、ディープス）
- 極本番（6月10日、GLAY'z）
- 寸止め女優焦らし系（7月1日、ワンズファクトリー）
- ボディコン先生のヤリスギ熱血授業（7月2日、アウダースジャパン）
- 欲求不満の美人秘書（8月1日、MOODYZ）
- 極上フェラモン（9月1日、MOODYZ）
- デキる女大特集 キャリアウーマンはこうしたい（9月2日、TMA）
- 乃亜の過剰サービス風俗病院（9月8日、ディープス）
- 痴女二刀流 W痴女の男根輪姦（10月1日、MOODYZ）
- デジタルコカン（10月13日、マルクス兄弟）
- 女国際捜査官陵辱レイプ（10月20日、ヒビノ）
- 痴女狂い「汚いザーメン搾り出してあげる…」（10月21日、ビデオバンク）
- 白と黒の巫女（10月28日、TMA）
- 制服着たままFUCK 2（10月28日、TMA）オムニバス作品
- 接吻コントロール（11月5日、ワープエンタテインメント）
- 本当にエロい女（11月13日、MOODYZ）
- ハイパー スレスレ モザイク vol.2 完全フルデジモ撮り・編集。これが本当のハイパー スレスレ モザイク!（11月17日、アイエナジー）
- キャンギャル調教（11月18日、GLAY'z）
- MAX ORGASM （12月1日、ワンズファクトリー）
- レズ3姉妹 乃亜（12月9日、TMA）
- AV業界NO.1の舌使いアイドルが23本ヌキ （12月21日、アイエナジー）

2006年
- ULTIMATE GOLD（1月20日、GLAY'z）
- 挑発寸止め痴女（2月1日、ワンズファクトリー）オムニバス作品
- ペニスハンター2（2月16日、アイエナジー）
- 月刊 乃亜 完全版（2月24日、おかず。（ケイ・エム・プロデュース））
- 乃亜の痴女育成ゲーム（3月4日、アイエナジー）
- プレミアデジタルモザイク 1（3月7日、プレミアム）
- 淫乱痴女オフィス（4月7日、プレミアム）
- ハイパースレスレモザイク13（4月20日、アイエナジー）
- 集団痴女モデルズ 完全版（4月21日、おかず。（ケイ・エム・プロデュース））
- 超★痴女++ 乃亜（5月1日、ワンズファクトリー）
- 淫乱痴女学園2（5月1日、アイデアポケット）
- 雌女anthology AV open ver.（5月1日、アウダースジャパン）※AV OPEN 2006エントリー作品
- 責め痴女 ハーレムスペシャル（5月1日、レアル・ワークス）※AV OPEN 2006エントリー作品
- 痴女王（5月7日、プレミアム）
- ULTIMATE GOLD 乃亜（6月1日、GLAY'z）
- スレンダーOL 凌辱全裸勤務（7月6日、アイエナジー）
- 全編フルデジタルモザイク W痴女騎乗位激ピストン（7月6日、SODクリエイト）
- 如月カレンと乃亜のダブルドリームスペシャル（7月21日、レアル・ワークス）
- 雌女anthology Another ver. 「女の口は嘘をつく。」（7月21日、アウダースジャパン）
- 雌女anthology #034「女の口は嘘をつく。」 DX II（7月21日、アウダースジャパン）
- Beauty Style 05 原宿（7月25日、イエロー）
- BEAUTY VENUS 美しき女神たち（8月1日、アイデアポケット）
- エロスの地獄（8月1日、MOODYZ）
- 責め痴女ハーレムSPECIAL 完全版（8月18日、レアル・ワークス）
- イカサレ4時間 4（8月25日、おかず。（ケイ・エム・プロデュース））
- 癒らし。VOL.21（9月15日、アウダースジャパン）
- 責め痴女スペシャル〜これが乃亜の1週間〜（9月22日、レアル・ワークス）
- 乃亜プレミアムエディション（10月1日、ワンズファクトリー）
- THE痴女 エロカワ妄想主観×超ギリ激ヤバモザイク（11月16日、ディープス）
- レアル 乃亜（11月17日、レアル・ワークス）
- 痴女仕置人2 完全版（11月24日、おかず。）
- ダブル マンイーター［男喰い］天衣みつ&乃亜（12月1日、アイデアポケット）
- 誘惑（12月7日、SODクリエイト）
- 陵辱 中出し病棟（12月7日、SODクリエイト）
- 乃亜がキャバ嬢デビュー（12月21日、V&Rプロダクツ）

2007年
- ノーモザイクおまんこ 7 COLOR SELECTION（1月13日、カルマ）
- エロスの地獄〜完結編・秘密の裁き〜（2月1日、MOODYZ）
- 最高の潮吹き女教師（2月25日、OPERA［オペラ］）
- 極嬢 乃亜（3月25日、イエロー）
- Best of Advanced Actresses〜よく見るあの子は誰？〜（3月8日、SODクリエイト）
- 超最高級 性感 中出し 紅音ほたる＆乃亜（4月5日、アイエナジー）ミリオンドリーム2007前編 ミリ商、痴女-1グランプリに出場!（5月3日、ケイ・エム・プロデュース）特別出演 ※AV OPEN 2007エントリー作品
- 奥さんになってあげる♥ハーレム4時間SP -ドスケベお姉さんに一日中イカサレまくりました-（5月3日、レアル・ワークス）※AV OPEN 2007エントリー作品
- 拘束椅子美脚トランス 乃亜（5月19日、ドグマ）
- 乃亜とディーナのレズビアンブロンドエクスタシー（6月1日、MOODYZ）
- 地獄痴女（6月22日、レアル・ワークス）
- 乃亜の素人娘‘過激手コキ’レッスン（7月1日、V）
- 美しき淫獣CLIMAX（7月19日、ドグマ）
- 調教完了。 中出し陵辱病棟 牝奴隷ナース誕生編（7月19日、SODクリエイト）
- 極上 潮吹き温泉（8月1日、MOODYZ）
- 痴女-1グランプリ 乃亜 VS 立花里子〜日本で一番エロイ痴女は誰だ!?〜（8月17日、レアル・ワークス）
- ミリオン・ドリーム2007 後編〜意志を継ぐもの〜（8月17日、ケイ・エム・プロデュース）
- オナニー パラノイア 乃亜（8月19日、ドグマ）
- 乃亜のレズビアン拳骨ピストン変態M女オーディション（9月19日、クロス）
- ミリオンドリーム2007外伝 クイーンオブダークネス編 女王たちの宴 完全版（9月21日、ケイ・エム・プロデュース）
- SUPERMODEL’S SPECIAL（10月1日、MOODYZ）
- 乃亜 猥褻美脚と誘惑淫語と淫らなSEX8時間（10月1日、ワンズファクトリー）
- 私を痴女にして下さい 浅尾リカ・乃亜 完全版（10月19日、ケイ・エム・プロデュース）
- 淫乱ふたなり女教師 乃亜（10月19日、ドグマ）
- 地獄痴女スペシャル 僕と乃亜の1週間（10月20日、レアル・ワークス）
- 裏名湯七泉!予約率No.1!!VIP専用スペシャル大浴場 伝説の乱交パラダイス温泉（12月13日、MOODYZ）

2008年
- 3周年記念作品 ダブルドリーム スーパースペシャル（1月18日 レアル・ワークス）
- Mスペシャル 痴女オールスター2008（2月18日、レアル・ワークス）
- ヴァーチャル保育園 イカせて乃亜先生（5月1日、ワンズファクトリー）
- ヴァーチャル相互オナニー いっしょにイってね（5月1日、ワンズファクトリー）
- SODハーレム学園 THE SUPER HARD 潮吹き&失禁&痴女&レズ&中出し&大乱交SPECIAL（5月22日、SODクリエイト）
- 浅田ちち×乃亜 Kカップ爆乳レズ処女狩り（5月22日、LADY×LADY）
- 一生チンポを舐めたいの。（6月19日、乱丸）
- トリプルレズ6浣腸アクメ（8月1日、V）
- ふたなりワールド4時間スペシャル!（10月1日、MOODYZ）
- 窒息顔騎と絞めつけ騎乗位（10月1日、ワンズファクトリー）
- 二穴M女とダブル痴女、性器肛門イカせまくりトリプルFUCKレズビアン（12月19日、アンナと花子）

2009年
- イグイグ大乱交（1月19日、乱丸）
- レズビアン濃厚スプラッシュエクスタシー（4月19日、アンナと花子）
- 乃亜の竿アリ＆竿ナシダブル美人ニューハーフアクメ調教痴女責めFUCK（4月19日、クロス）
- 集団ポルチオ大乱交6時間（6月1日、MOODYZ）
- 女好きWお姉さんの「爆乳娘レズ調教」（6月1日、V）
- 大淫乱 イグイグイグイグ大乱交（6月19日、乱丸）
- エロスの新性紀（11月1日、MOODYZ）
- 乃亜の調教レズビアン黒人ボディー（11月19日、クロス）
- 学校レズビアン（12月19日、アンナと花子）

2010年
- 若妻レズいびり（1月19日、アンナと花子）
- 世界で一番大きなチンポを持つ男のSEX(1月19日、Rookie）
- パワハラレズいぢめ 美人社長と巨乳秘書（3月19日、アンナと花子）
- レズビアン黒ギャル凌辱エクスタシー（8月19日、アンナと花子）
- 男根一本に群がる淫女たち（8月25日、美）
- MOODYZファン感謝祭 バコバコバスツアー2010（9月13日、MOODYZ）
- 陵辱病棟 白衣の性奴隷（12月7日、SODクリエイト）
- オペラ5周年記念DVD24時間6枚組（12月25日、オペラ）オムニバス作品

2011年
- 下宿娘とレズ大家 溜まった家賃は肉体で…（4月19日、アンナと花子）
- 淫乱大乱交（4月19日、乱丸）

2012年
- 男1人を責め続ける3人の痴女（2月25日、美）
- 美少女!ロリ!痴女!ギャル!爆乳!各ジャンル代表人気女優対抗大乱交（5月1日、ズッコン/バッコン）
- 一生チンポを責めていたいの。（6月19日、乱丸）
- 男に手を使わせない痴女達と贅沢なSEX（8月25日、美）
- かわいい乃亜ちゃん。（9月1日、MOODYZ）
- イグイグ大亂交（10月19日）

### アダルトビデオ（監督作品）
- 乃亜初監督作品 主演紅音ほたる（2008年4月18日、レアル・ワークス）

### ゲーム
- AKIBA'S TRIP（師匠）※特別出演

### 漫画原作
- 声優ましまし倶楽部（2015年 - 2016年、集英社「少年ジャンプ+」連載、作画：小林尽、単行本全3巻）目黒ひばり名義
- 痴女レッスン（2018年 - 、集英社「グランドジャンプめちゃ」連載、作画：峰なゆか）[4]